# Jorge Graví
Danubio F.C (2021-presente)
Jorge Daniel Graví Piñeiro (n. Treinta y Tres, Uruguay; 16 de enero de 1994), conocido simplemente como Jorge Graví, es un futbolista uruguayo que juega como centrocampista. 
Actualmente milita en el Danubio F.C de la Segunda División de Uruguay.

## Trayectoria
Fue ascendido al plantel de primera división danubiano a comienzos del 2014. El 13 de abril estuvo por primera vez convocado a un encuentro de la máxima categoría, integró el banco de suplentes pero no ingresó, ganaron 2 a 1 contra Fénix. Esa temporada, Danubio se coronó vencedor del Campeonato Uruguayo.
Debutó como profesional el 15 de febrero de 2015, a pesar de ser su primer partido el técnico Leonardo Ramos lo puso como titular contra Racing, ganaron 1 a 0 con gol de Marcelo Tabárez en tiempo cumplido.
A nivel internacional, debutó en la Copa Libertadores el 18 de marzo contra Corinthians, ingresó al minuto 42 por Matías Velázquez y perdieron 2 a 1.

## Estadísticas
Actualizado al 4 de febrero de 2021.
Último partido citado: Plaza Colonia 2-1 Cerro
| Club                           | Div.          | Temporada     | Liga  | Liga  | Liga   | Copas nacionales | Copas nacionales | Copas nacionales | Copas internacionales | Copas internacionales | Copas internacionales | Total | Total | Total  |
| Club                           | Div.          | Temporada     | Part. | Goles | Asist. | Part.            | Goles            | Asist.           | Part.                 | Goles                 | Asist.                | Part. | Goles | Asist. |
| ------------------------------ | ------------- | ------------- | ----- | ----- | ------ | ---------------- | ---------------- | ---------------- | --------------------- | --------------------- | --------------------- | ----- | ----- | ------ |
| Danubio F. C. · Uruguay        | 1ª            | 2013-14       | 0     | 0     | 0      | 0                | 0                | 0                | 0                     | 0                     | 0                     | 0     | 0     | 0      |
| Danubio F. C. · Uruguay        | 1ª            | 2014-15       | 10    | 0     | 1      | 0                | 0                | 0                | 4                     | 0                     | 0                     | 14    | 0     | 1      |
| Danubio F. C. · Uruguay        | 1ª            | 2015-16       | 22    | 2     | 1      | 0                | 0                | 0                | 0                     | 0                     | 0                     | 22    | 2     | 1      |
| Danubio F. C. · Uruguay        | 1ª            | 2016          | 11    | 2     | 1      | 0                | 0                | 0                | 0                     | 0                     | 0                     | 11    | 2     | 1      |
| Danubio F. C. · Uruguay        | 1ª            | 2017          | 22    | 2     | 0      | 0                | 0                | 0                | 2                     | 0                     | 0                     | 24    | 2     | 0      |
| Danubio F. C. · Uruguay        | 1ª            | 2018          | 4     | 0     | 0      | 0                | 0                | 0                | 0                     | 0                     | 0                     | 4     | 0     | 0      |
| Danubio F. C. · Uruguay        | Total club    | Total club    | 69    | 6     | 3      | 0                | 0                | 0                | 6                     | 0                     | 0                     | 75    | 6     | 3      |
| Córdoba C. F. "B" · España     | 2ª B          | 2017-18       | 9     | 0     | 0      | 0                | 0                | 0                | 0                     | 0                     | 0                     | 9     | 0     | 0      |
| Córdoba C. F. "B" · España     | Total club    | Total club    | 9     | 0     | 0      | 0                | 0                | 0                | 0                     | 0                     | 0                     | 9     | 0     | 0      |
| Cerro Largo F. C. · Uruguay    | 1ª            | 2019          | 14    | 1     | 0      | 0                | 0                | 0                | 0                     | 0                     | 0                     | 14    | 1     | 0      |
| Cerro Largo F. C. · Uruguay    | Total club    | Total club    | 14    | 1     | 0      | 0                | 0                | 0                | 0                     | 0                     | 0                     | 14    | 1     | 0      |
| C. A. Juventud L. P. · Uruguay | 1ª            | 2019          | 13    | 0     | 1      | 0                | 0                | 0                | 0                     | 0                     | 0                     | 13    | 0     | 1      |
| C. A. Juventud L. P. · Uruguay | Total club    | Total club    | 13    | 0     | 1      | 0                | 0                | 0                | 0                     | 0                     | 0                     | 13    | 0     | 1      |
| C. Plaza Colonia D. · Uruguay  | 1ª            | 2020          | 15    | 0     | 0      | 0                | 0                | 0                | 1                     | 0                     | 0                     | 16    | 0     | 0      |
| C. Plaza Colonia D. · Uruguay  | Total club    | Total club    | 15    | 0     | 0      | 0                | 0                | 0                | 1                     | 0                     | 0                     | 16    | 0     | 0      |
| Total carrera                  | Total carrera | Total carrera | 120   | 7     | 4      | 0                | 0                | 0                | 7                     | 0                     | 0                     | 127   | 7     | 4      |
| 1.                             |               |               |       |       |        |                  |                  |                  |                       |                       |                       |       |       |        |

## Palmarés

### Títulos nacionales
| Título              | Club          | País    | Año  |
| ------------------- | ------------- | ------- | ---- |
| Campeonato Uruguayo | Danubio F. C. | Uruguay | 2014 |

### Distinciones individuales
| Distinción                                          | Año  |
| --------------------------------------------------- | ---- |
| Mejor jugador de la fecha 5 del Campeonato Uruguayo | 2016 |